# Aleluya (estampa)

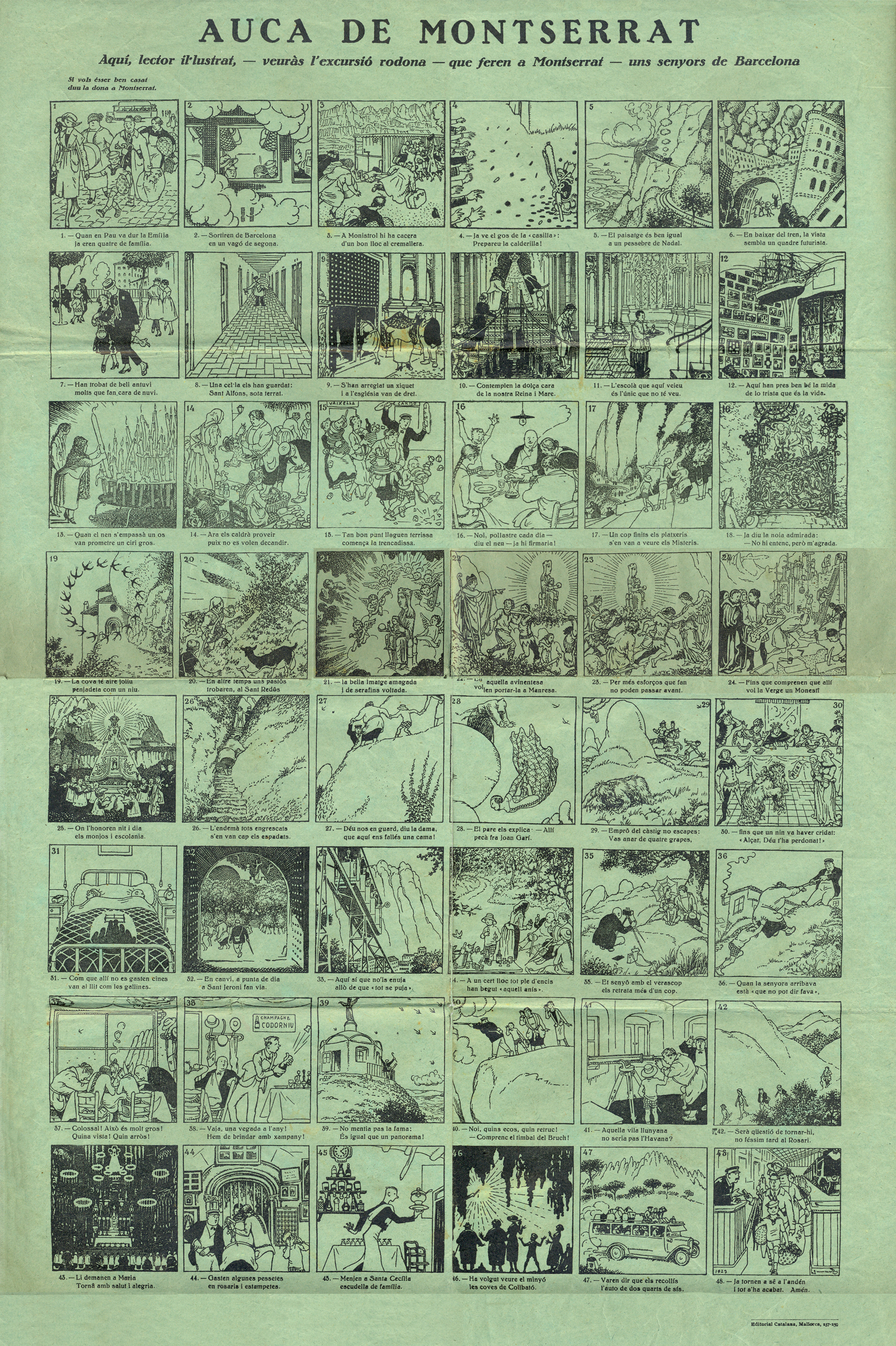
Auca de Montserrat, del año 1923 (forma actual: viñetas con sentido narrativo y moral, acompañados de versos pareados y octosílabos).

Una aleluya es una serie de estampas, acompañadas de unos versos pareados al pie. En otros idiomas reciben los nombres de auca (catalán), broadsheets, gogs, mannekensbladen, etc. Surgidas en la Francia del siglo XVI y de temática religiosa, tuvieron su mayor auge en el XVIII. Se las considera un precedente de la historieta, cuando no una de sus modalidades.
Las aleluyas castellanas solían ser escritas en más de una lengua, como pueden ser el latín y la lengua mozárabe.

## En Cataluña y la Comunidad Valenciana
Las aleluyas, con el nombre de auques (plural de la voz catalana auca) o auques de redolins, tuvieron un gran auge en las regiones catalanoparlantes de Cataluña y Valencia. Su forma más característica es la de una hoja de papel dividida en viñetas (generalmente 48), que representan una historia completa acompañadas por versos octosílabos y pareados (rodolins, en catalán) al pie de cada cuadro. 

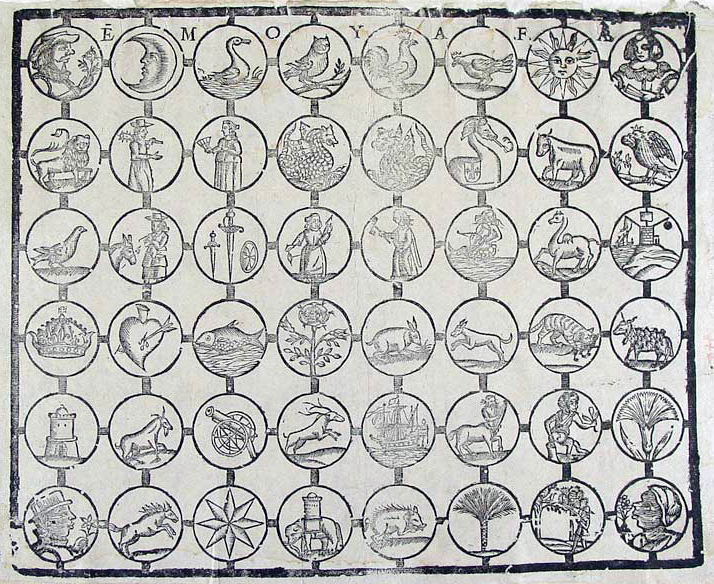
Auca del Sol i de la Lluna, de Pere Abadal, 1676 (obsérvese que este ejemplo es mudo y enumerativo, características comunes en las primeras auques y hasta el siglo XIX, en que empieza a predominar la forma actual).

Se barajan distintos posibles orígenes a este tipo de arte popular. Una teoría es la que atribuye su nacimiento al reparto de estampitas que tenían impresa la palabra Allelluia y que se arrojaban al pueblo durante el Sábado Santo. Según otra teoría, el origen de las aucas está en el popular juego de la oca.
Hay ejemplos del siglo XVI, como el Libro del juego de las suertes (1515) o Las maravillas del mundo, ambos de los impresores Alfonso de la Fuente y Juan Jofré. También había en esa época aleluyas de tema religioso, como La vida y Pasión de Cristo, de fray Francisco Doménech.
En el siglo XVII aparecen las aucas llamadas dels oficis (los oficios), así como los textos rimados. En 1578 aparece en Valencia la primera conocida. Posteriormente la más famosa es la llamada Los jochs d'infanteça (Los juegos infantiles) de 1674.
Con la invasión francesa de 1808 aparece la propaganda política, como la de El quadro (1810).
El siglo XIX conoció el esplendor de las aucas. Los temas son muy variados: calendarios (Calendario popular de fray Polipodio), moral (Vida de la mujer buena y de la mala), religiosos (Vía Crucis), históricos (Guerra de Cuba), educativos, taurinos, de sucesos.
Las aucas eran presentadas por auquers, que las llevaban por diversas poblaciones. Solían exhibirse en mercados, en las entradas de las poblaciones, ante las iglesias y, en general, donde hubiera concentración de personas.[cita requerida]

### Elche
La mañana del Domingo de Resurrección, al paso de las imágenes de Cristo Resucitado y Nuestra Señora de la Asunción (patrona de Elche), miles de Ilicitanos y visitantes lanzan desde balcones y terrazas miles de estampas con imágenes religiosas y fotografías de las distintas imágenes de las cofradías y hermandades de la ciudad.
Elche es una de las ciudades que aún conservan esta tradición, ya desaparecida en otras poblaciones.